# ديفيد هايز (أكاديمي)
ديفيد هايز هو أكاديمي كندي، ولد في 30 يناير 1953.